# مادالونی
مادالونی (به ایتالیایی: Maddaloni) یک کومونه در ایتالیا است که در استان کسرتا واقع شده‌است.

## خصوصیات
مادالونی ۳۶ کیلومترمربع مساحت و ۳۹٬۲۴۸ نفر جمعیت دارد و ۷۳ متر بالاتر از سطح دریا واقع شده‌است.